# 222 레코드
222 레코드(222 Records)는 미국의 팝 록 밴드 마룬 5의 리더인 애덤 리바인이 2012년에 설립한 레코드 레이블이다. 인터스코프 레코드와 협력 관계에 있다.

## 소속 음악가
- 마룬파이브
- 애덤 리바인
- 폴리 A.(Polly A.)

이전 소속 음악가
- 로지 크레인[1]
- 매슈 모리슨
- 토니 루카

## 발매 음반
- 영화 비긴 어게인 - 《비긴 어게인 사운드트랙》 (2014)
- 마룬 5 - V (2014)
- 로지 크레인 - TBA (2015)